# Tricarpelema brevipedicellatum
Tricarpelema brevipedicellatum е вид тревисто растение от семейство Commelinaceae. Видът е застрашен от изчезване.

## Разпространение
Видът е разпространен във Виетнам.